# Ludwig Wieland (Autor)
Ludwig Friedrich August Wieland (* 28. Oktober 1777 in Weimar; † 12. Dezember 1819 in Jena) war ein deutscher Dichter und liberaler Publizist.

## Leben
Ludwig Wieland wurde als Sohn des Dichters Christoph Martin Wieland in Weimar geboren. Er besuchte das Wilhelm-Ernst-Gymnasium in Weimar und studierte ab 1795 in Kiel, ab 1797 in Jena, und ab 1798 in Erlangen. Der bei einem Treffen zwischen ihm, Heinrich von Kleist und Heinrich Zschokke 1802 begonnene Dichterwettstreit führte zur Entstehung des Lustspiels Der zerbrochne Krug von Kleist. Zwischen 1809 und 1811 war er Bibliothekar bei den Fürsten Esterházy in Wien; später ging er zurück nach Weimar und dann nach Jena.

## Schriften (Auswahl)
- Erzählungen und Dialogen. Hrsg. v. C. M. Wieland. Erster Band. Leipzig 1803. Digitalisat.
- Evelina oder das Burggespenst. Ein romantisches Drama in fünf Aufzügen. Braunschweig 1804. Digitalisat.
- Erzählungen und Dialogen. Hrsg. v. C. M. Wieland. Zweyter Band. Zürich 1805. Digitalisat.
- Lustspiele. Braunschweig 1805. Digitalisat.
- (anonym) Was ist gegenwärtig das Eine was Noth thut? Wien 1813. Digitalisat.
- Wider wen wird der gegenwärtige Krieg geführt, und was haben die Völker davon zu hoffen? Ein Gespräch, gehalten im Mai des Jahres 1815. In: Nemesis. Zeitschrift für Politik und Geschichte. 5. Band, 1815, S. 73‒96.
- Bemerkungen gegen die Schrift des Geheimenrath Schmalz zu Berlin über politische Vereine. Erfurt 1815. Digitalisat.
- Bemerkungen gegen die Schrift des Geheimenrath Schmalz zu Berlin über politische Vereine. Nebst einem Anhang über des Gouvernementsraths Koppe Stimme eines preußischen Staatsbürgers. Zweite, vermehrte Auflage Erfurt 1816. Digitalisat.
- Ueber die Schmalzische Vertheidigungsschrift gegen Herrn Staatsrath Niebuhr. Ein Gespräch. Erfurt 1816. Digitalisat.
- Bemerkungen über die vom Bundestagsgesandten Herrn von Berg vorgetragene Uebersicht der verschiedenen Gesetzgebungen über Preßfreiheit besonders in Teutschland. Weimar 1819. Digitalisat.
- Giebt es gegenwärtig in Deutschland eine revolutionäre Partei und wie kann man wider Willen eine machen? Gotha 1819. Digitalisat.
- Der Kriegszustand im Frieden. In: Allgemeiner Anzeiger der Deutschen vom 5. Juli 1819, Spalte 1889‒1895.
- Ueber die politische Eigenschaft der Majorate. In: Vorwärts!, Achter Heft des ersten Bandes 1819, S. 437‒458.